# Jiří Útrata
Jiří Útrata (* 18. ledna 1972) je bývalý český fotbalista, který nastupoval jako záložník a obránce..

## Fotbalová kariéra
V československé lize hrál za FC Baník Ostrava a Spartak Hradec Králové. Nastoupil ve 12 ligových utkáních. Ve druhé lize hrál za Ostroj Opava, VP Frýdek-Místek, NH Ostrava a FC Karviná. Za reprezentaci do 18 let nastoupil ve 3 utkáních.

## Ligová bilance
| Ročník                                   | Zápasy | Góly | Minuty | Klub                   |
| ---------------------------------------- | ------ | ---- | ------ | ---------------------- |
| 1. československá fotbalová liga 1990/91 | 3      | 0    | 270    | FC Baník Ostrava       |
| 1. československá fotbalová liga 1991/92 | 4      | 0    | 265    | Spartak Hradec Králové |
| 1. československá fotbalová liga 1992/93 | 5      | 0    | 237    | FC Baník Ostrava       |
| 2. česká fotbalová liga 1993/94          | –      | 0    | –      | FK Ostroj Opava        |
| 2. česká fotbalová liga 1997/98          | 5      | 0    | –      | VP Frýdek-Místek       |
| 2. česká fotbalová liga 1998/99          | 2      | 0    | –      | VP Frýdek-Místek       |
| 2. česká fotbalová liga 1999/00          | 1      | 0    | –      | VP Frýdek-Místek       |
| 2. česká fotbalová liga 1999/00          | 7      | 0    | –      | NH Ostrava             |
| 2. česká fotbalová liga 2000/01          | 9      | 0    | –      | FC Karviná             |
| CELKEM 1. liga                           | 12     | 0    | 772    |                        |